# Профессиональное училище №19 (Салават)
ГОУ НПО Профессиональное училище № 19  (ПТУ № 19) — государственное образовательное учреждение, основанное 12 июля 1952 года как учебное заведение для получения начального профессионального образования по специальностям широкого направления для нефтехимической и машиностроительной отраслей промышленности. Учебный корпус ПТУ № 19 располагается на улице Первомайская д. 23 г. Салавата.

## История
Первоначально профессиональное училище было открыто Приказом Башкирского республиканского управления Министерства трудовых резервов СССР от 12 июля 1952 года в соответствии с решением Совета Министров СССР № 1001—346 от 30 марта 1948 года в городе Ишимбае на базе строящегося в Салавате комбината № 18 Министерства нефтяной промышленности СССР на 400 студентов и носило название — ремесленное училище № 1.
Первый набор 200 студентов на базе 7 классов был произвен в 1952 году. Учили 2 года по следующим профессиям: оператор, слесарь РТО, станочник, электромонтёр, слесарь КИП и А. После строительства нового здания училища в Салавате по улице Первомайская с 1954 по 1973 год обучение дополнительно производилось по профессиям: лаборант химического анализа, аппаратчик, штукатур-маляр, газоэлектросварщик, формовщик-литейщик, повар, машинист компрессорных установок. К 1987 году ежегодный выпуск студентов достиг 347 человек.
В 1963 году ремесленное училище № 1 было переименовано в ГПТУ-26 с одновременным введением трёхгодичного начального профессионального обучения после 8 классов школы и одновременным получением среднего образования, в 2001 году училище переименовано в профессиональное училище № 19.
С 1969 году в ГПТУ-26 стали обучать и после 10 классов средней школы со сроком обучения 1 год.

## Училище в настоящее время
К 2011 году училище выпустило около 20 тысяч специалистов нефтехимического профиля.
Обучение на бюджетной основе в училище проходят около 800 студентов по следующим специальностям: аппаратчик-оператор, машинист технологических насосов и компрессоров, слесарь КИПиА, электромонтер по ремонту и обслуживанию электрооборудования, станочник широкого профиля, лаборант химического анализа, повар, кондитер.
В училище есть собственные мастерские, общежитие, библиотека, стадион.
Студенты училища получают стипендии.

## Выпускники
В училище в разное время учились:
- Герой России Владимир Трубанов[3], имя которого теперь носит училище.
- Бабиков Вячеслав, погибший на Первой чеченской войне.
- Александр Бочкарев[4], чьим именем названа одна из улиц Салавата. Он погиб в Афганистане, награждён орденом Красной Звезды (посмертно).
- Радик Каримов — погиб в Афганистане, награждён орденом Красной Звезды (посмертно).

На здании училища открыты мемориальные доски студентам училища, погибшим на войне.